# 蘇愚
蘇愚（1535年—？），字君明，號心泉，直隸揚州府泰州如皋縣人，民籍，明朝政治人物。

## 生平
嘉靖四十年（1561年）辛酉科應天鄉試第五十名舉人，四十一年（1562年）中式壬戌科會試第二百二十三名，二甲第三十一名進士。歷官南京刑部郎中，隆慶元年（1567年）三月升福建按察司僉事，分巡興泉道，四年八月升廣東布政使司左參議，六年九月升廣東副使，萬曆元年（1573年）五月敘平嶺東功，升一級，丁母憂歸。萬曆八年起補貴州參政，兵备都清，十年轉福建按察使，十一年三月升江西右布政使，十四年正月升廣西左布政使，十六年辞官归乡。著有《三省备边图记》、《襟海纪怀集》等。

## 家族
曾祖蘇玘；祖父蘇廩；父蘇棐，縣主簿。母張氏。慈侍下。兄蘇恩、蘇志（監生）。